# Diplocephalus connatus jacksoni
Diplocephalus connatus jacksoni es una subespecie de araña araneomorfa del género Diplocephalus, familia Linyphiidae, orden Araneae. La especie fue descrita científicamente por O. Pickard-Cambridge en 1904.

## Descripción
El cuerpo del macho mide 1,5-1,9 milímetros de longitud.

## Distribución
Se distribuye por Bretaña.